# ايفان جنكينز
ايفان جنكينز (بالإنجليزية: Evan Jenkins)‏ (26 يونيو 1906 في المملكة المتحدة - 1 يناير 1990) هو مدرب كرة قدم ولاعب كرة قدم بريطاني (وحمل سابقاً جنسية المملكة المتحدة لبريطانيا العظمى وأيرلندا) في مركز الوسط. لعب مع نادي بارنسلي ونادي بيرنلي ونادي يورك سيتي ولينكولن سيتي أف سي.